# لويزا سالا
لويزا سالا (بالإسبانية: Luisa Sala)‏ هي ممثلة إسبانية، ولدت في عام 1923 بمدريد في إسبانيا، وتوفيت بنفس المكان في 1986.

## وصلات خارجية
- لويزا سالا على موقع IMDb (الإنجليزية)
- لويزا سالا على موقع قاعدة بيانات الفيلم (الإنجليزية)